# حركات بنات (مسلسل)
حركات بنات مسلسل تلفزيوني سوري، من إخراج محمد معروف، وتأليف سعيد حناوي. شارك في المسلسل عددًا من الفنانين، منهم: رنا أبيض، دانا جبر، سعد مينه، ليليا الأطرش، سعد مينه، سوسن ميخائيل، جلال شموط، وغيرهم.

## وصلات خارجية
- صفحة مسلسل حركات بنات على موقع السينما.كوم.